# 区济文
区济文（1921年—），男，广西贵县人，中华人民共和国政治人物，曾任中共广西壮族自治区党委常委、组织部部长，广西壮族自治区政协副主席。